# Hanna Heidt

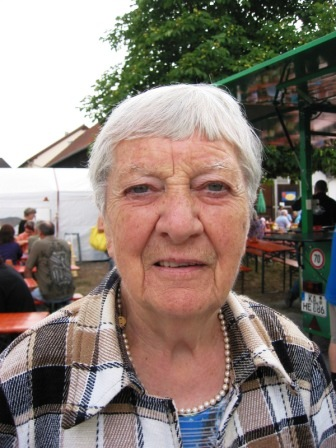
Hanna E. Heidt (2010)

Hanna Elisabeth Heidt (* 12. Januar 1920 in Staffort; † 3. September 2020 Stutensee-Staffort) war eine deutsche Autorin, Gastwirtin und Mitbegründerin des Landfrauenverbandes in Baden-Württemberg.

## Leben

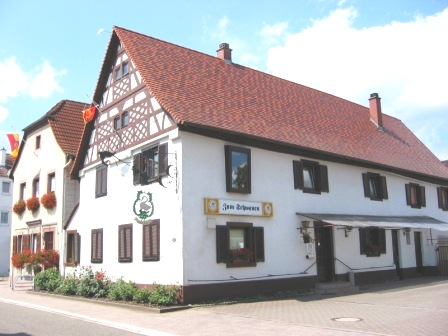
Gasthaus zum Schwanen in Stutensee-Staffort (2010)

Als Tochter des Wirtehepaares Karl und Johanna Heidt beschäftigte sie sich schon früh mit Kommunikation und Literatur. Nach entsprechender Ausbildung übernahm sie die Traditionsgaststätte „Schwanen“ in Staffort von ihren Eltern und wurde sowohl in den örtlichen Gesangs- und Sportvereinen als auch in der Politik als Mitglied der FDP aktiv. Darüber hinaus war sie als Regionalkorrespondentin der Badischen Neuesten Nachrichten tätig und organisierte die Gründung der örtlichen Landfrauengruppe, deren Gründungsvorsitzende sie mehr als 30 Jahre blieb. Sie war Landkreisvorsitzende des Deutschen Landfrauenverbandes in Karlsruhe und im Vorstand der Landesgruppe Baden-Württemberg tätig. Bei der Ämterübergabe (2001) wurde sie zur Ehrenvorsitzenden des Kreislandfrauenvereins gewählt.
Für ihr gesellschaftliches Engagement wurde ihr 1990 die BW-Staatsmedaille in Silber und 1992 das Verdienstkreuz am Bande des Verdienstordens der Bundesrepublik Deutschland verliehen.
Sie beschäftigte sich Jahrzehnte mit der Regionalgeschichte der nördlichen Hardt, verfasste zahlreiche Gedichte zum Leben in dieser Region und veröffentlichte 2003 ihr Buch „Erinnerungen an die Vergangenheit“. Darin beschreibt sie längst vergessene Sitten und Bräuche und erinnert an Berufe und Tätigkeiten von früheren dörflichen Bediensteten, deren Tätigkeiten längst überflüssig geworden sind. Auch der Liedtext, verfasst zur 900-Jahr-Feier der ersten Dorferwähnung von Staffort, stammt aus ihrer Feder.
Hanna Heidt lebte in Stutensee-Staffort im Haus der Gaststätte zum Schwanen.

## Veröffentlichungen
- Beiträge zu Ursprung von Staffort, Stafforter Schloss und Stafforter Buch in den Badischen Neuesten Nachrichten u. a. 5. Februar und 2. April 1969 sowie am 2. März und 5. September 1989
- Erinnerungen an die Vergangenheit. Eigenverlag, Schwanen Stutensee-Staffort 2003